# 塞尔维耶尔 (洛泽尔省)
塞尔维耶尔（法語：Servières，法語發音：[sɛʁvjɛʁ]）是法国洛泽尔省的一个旧市镇，属于芒德区。2019年1月1日，塞尔维耶尔与邻近的4个市镇合并为新市镇蒙德朗东。

## 地理
塞尔维耶尔（44°34'30"N, 3°24'17"E）面积19.38 平方千米，位于法国奧克西塔尼大區洛泽尔省，该省份为法国南部内陆省份，北起上盧瓦爾省和康塔爾省，西接阿韦龙省，南至加尔省，东临阿尔代什省。
与塞尔维耶尔接壤的市镇（或旧市镇、城区）包括：拉尚、里约托尔德朗东、芒德、巴尔雅克、加布里亚斯、拉尚-里贝讷。
塞尔维耶尔的时区为UTC+01:00、UTC+02:00（夏令时）。

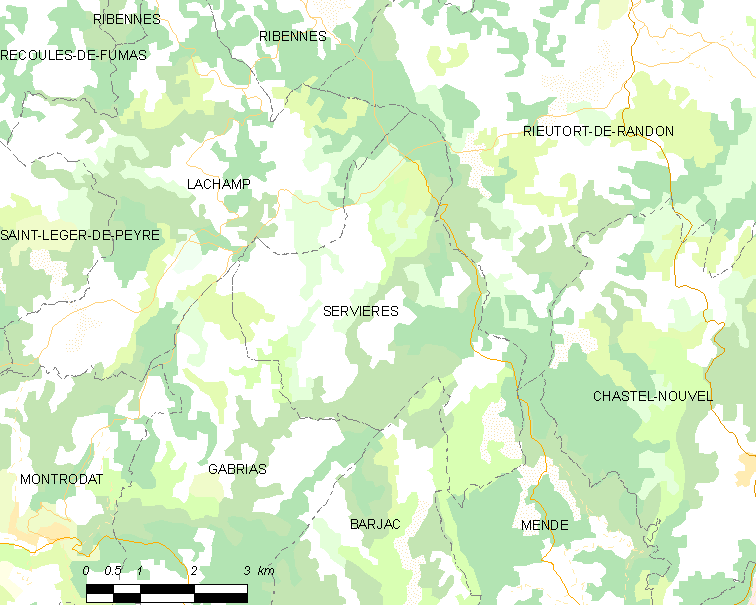
塞尔维耶尔的OSM定位图

## 行政
塞尔维耶尔的邮政编码为48000，INSEE市镇编码为48189。

## 政治
塞尔维耶尔所属的省级选区为马尔沃若勒县。

## 人口

1962-2008年间塞尔维耶尔人口变化图示

塞尔维耶尔于2018年1月1日时的人口数量为167人。